# Estratotip Global de Límit

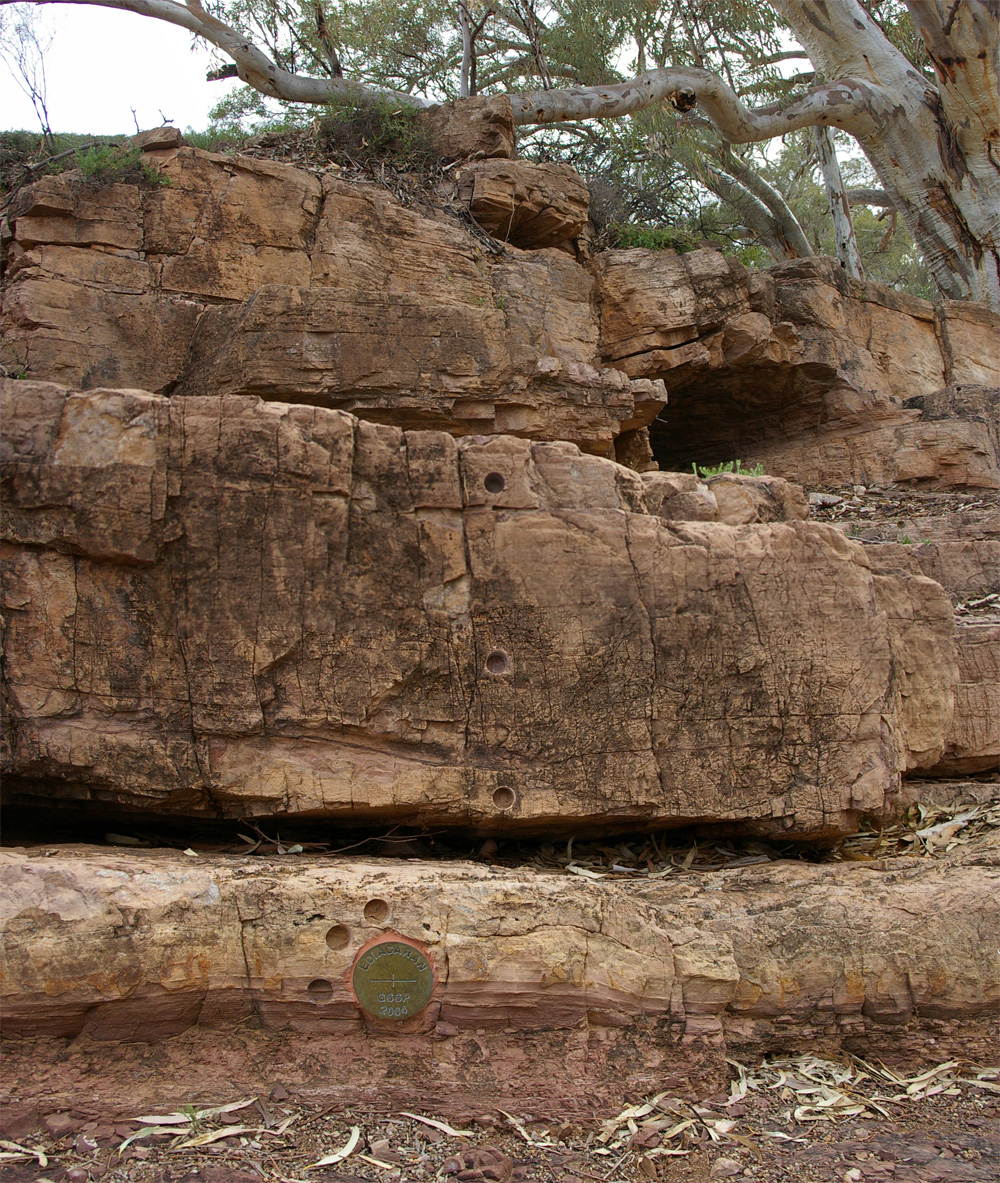
El disc de bronze, anomenat «clau daurat», indica la secció tipus de l'Estratotip Global de Límit per a la base de l'Ediacarià. Feu clic a la imatge per ampliar-la i poder llegir el disc. Ubicació: Flinders Ranges, sud d'Austràlia.

Els Estratotips Globals de Límit (EGL) (en anglès: Global Boundary Stratotype Section and Point, GSSP) són acords internacionals que defineixen els límits existents entre dos estadis geològics, sense deixar la possibilitat que entre ells hi hagi un buit o un encavalcament. Serveixen com a secció de referència per a una frontera particular en l'escala de temps geològics.
Els EGL s'estableixen per Comissió Internacional d'Estratigrafia (ICS) i la Unió Internacional de les Ciències Geològiques (UISG) n'elabora les convencions internacionals. En els mapes estratigràfics, l'EGL sovint s'indica amb el símbol GSSP.
La majoria, però no tots, dels EGL estan basats en canvis paleontològics. Normalment es descriuen el EGL en termes de transició entre diferents estatges faunístics, però s'han descrit més estatges que EGL. La definició d'EGL començà l'any 1977. Cap a l'any 2004, 45 dels 96 EGL requerits havien estat aprovats.

## Acords sobre EGL
L'EGL Precambrià-Cambrià que es troba a Fortune Head, (illa de Terranova) és un EGL típic. Està establert per la primera aparició dels fòssils Treptichnus pedum, que es troba arreu del món.
Una vegada que s'ha arribat a un acord respecte a un EGL, s'hi posa una marca, com per exemple, un clau daurat (golden spike) per marcar el límit precís de cara als geòlegs del futur. El primer límit estratigràfic establert fou el de l'any 1977 que identificava el límit Silurià-Devonià amb una placa de bronze a la localitat de Klonk, a Txèquia.

## EEEG
Com que la definició dels EGL depèn de trobar seccions geològiques ben conservades i identificar els esdeveniments clau, aquesta tasca esdevé més difícil quan es va més enrere en el temps. Abans de 630 milions d'anys enrere, les fronteres de l'escala geològica simplement es fixen per referència amb dates fixes, conegudes com a Edats Estratigràfiques Estàndard Globals ("Global Standard Stratigraphic Ages").